# Gianni Letta
Pour les articles homonymes, voir Letta.
Giovanni Gianni Letta (né le 15 avril 1935 à Avezzano, dans la province de L'Aquila), est un homme d'affaires, homme politique et journaliste italien, proche de Silvio Berlusconi dont il a été le bras droit tout au long de sa carrière politique.
Directeur de la rédaction, puis rédacteur en chef du quotidien conservateur Il Tempo entre 1958 et 1987, il est successivement secrétaire d'État à la présidence du Conseil des ministres à trois reprises (1994-1995 ; 2001-2006 ; 2008-2011) dans les gouvernements Berlusconi.
Il est par ailleurs l'oncle d'Enrico Letta, lui-même ancien président du Conseil.

## Biographie
Diplômé en droit, Giovanni Letta s'établit à Rome en 1958 pour devenir le directeur de la rédaction du quotidien conservateur Il Tempo ; il devient l'un des cadres les plus éminents de la rédaction, jusqu'à ce qu'il devienne le rédacteur en chef de ce grand titre de la presse italienne, dont il devient le directeur en 1973. 
Il se démet de ces fonctions éditoriales en 1987 pour travailler au service du groupe Fininvest, au sein duquel il prend la vice-présidence du groupe Fininvest Comunicazioni, basé à Rome. Parallèlement, il anime des émissions télévisées, notamment la nommée Italia domanda sur Canale 5. 
À la même époque, Gianni Letta devient un ami proche du fondateur de la Fininvest, Silvio Berlusconi ; il sera d'ailleurs le témoin de celui-ci lors de son mariage avec l'actrice Veronica Lario, en 1990. 
En 1994, après la victoire électorale du parti de centre droit Forza Italia, fondé et dirigé par Berlusconi, Gianni Letta devient secrétaire d'État à la présidence du Conseil ; ce poste est très important puisque son titulaire doit coordonner les différents services internes à la présidence du Conseil et doit, de manière officieuse, agir pour que l'autorité du chef du gouvernement soit prépondérante dans l'exécution des décisions prises par le cabinet.
Après la chute du premier gouvernement Berlusconi, il œuvre dans l'ombre pour résoudre les difficultés de son chef. Il joue un rôle actif en particulier dans la Commission bicamérale , au cours de laquelle il est l'hôte d'un repas resté célèbre, en juin 1997, qui s'est terminé avec le pacte de la tarte (patto della crostata), une alliance électorale préfigurant la Maison des libertés.
Alors qu'il était régulièrement pressenti pour devenir président de la République, Gianni Letta est désigné candidat à l'élection présidentielle de mai 2006, sur la proposition de la coalition de centre-droit dirigée par Berlusconi. Lors du premier tour, il recueille 369 voix, ce qui s'avère insuffisant pour être désigné chef de l'État. Sa candidature est alors retirée, tandis qu'il recueille, lors des tours suivants, un nombre bien plus restreint de suffrages.
Le 7 mai 2008, il est nommé pour la quatrième fois sous-secrétaire d'État auprès de la présidence et du Conseil, chargé des principaux dossiers économiques et sociaux
En avril 2013, le nom de Gianni Letta est de nouveau évoqué pour la succession du président Napolitano, lors du scrutin présidentiel de 2013.